# Schloss Weitersroda

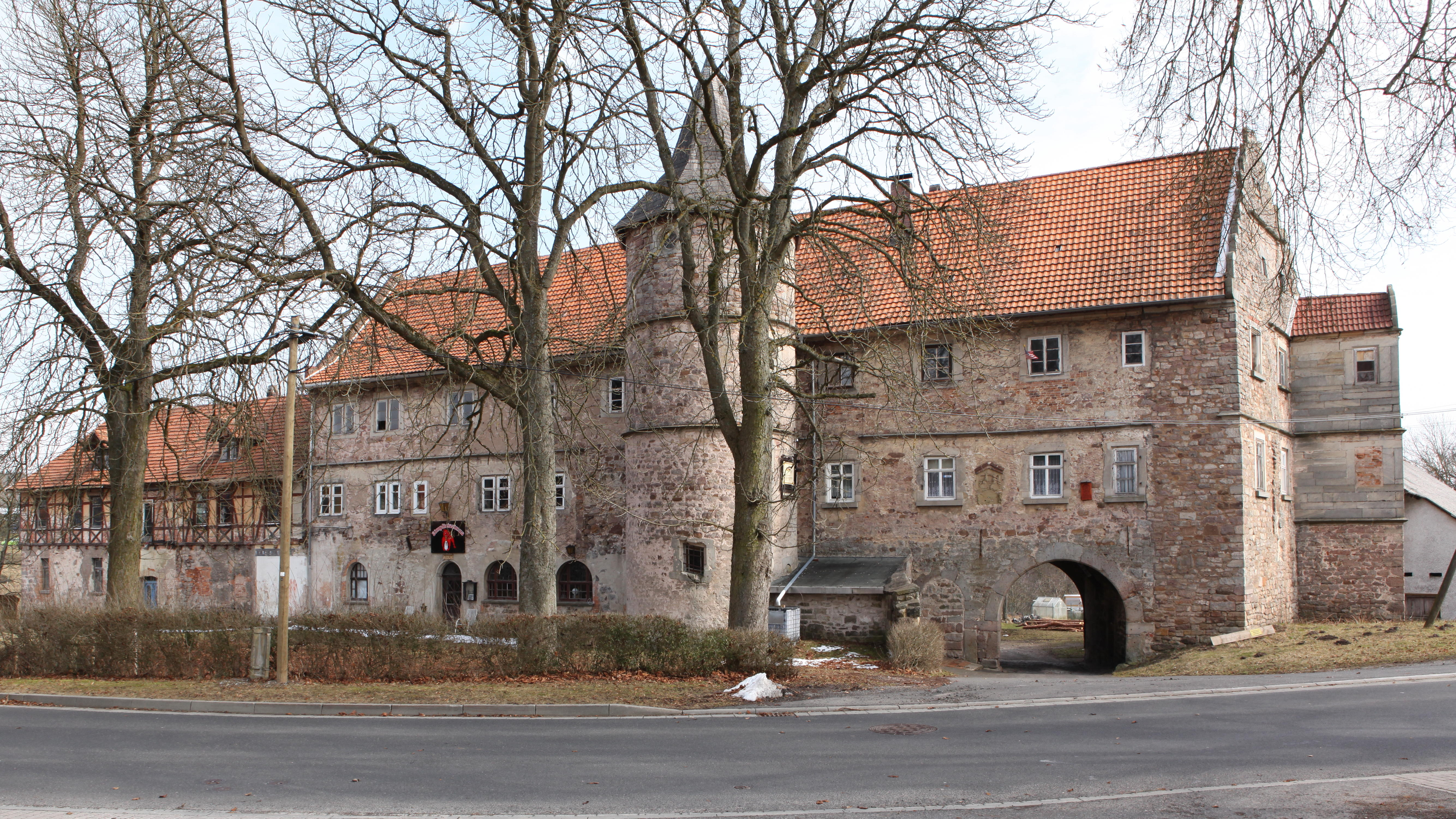
Schloss Weitersroda

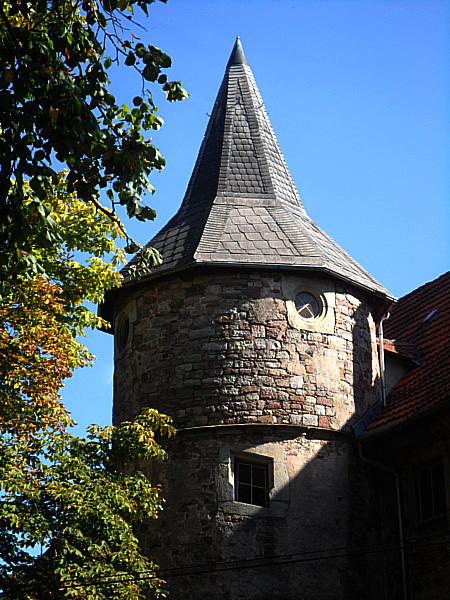
Turm des Schlosses

Schloss Weitersroda ist ein 1478 erbautes Ritterschloss im gleichnamigen Ortsteil von Hildburghausen in Südthüringen.

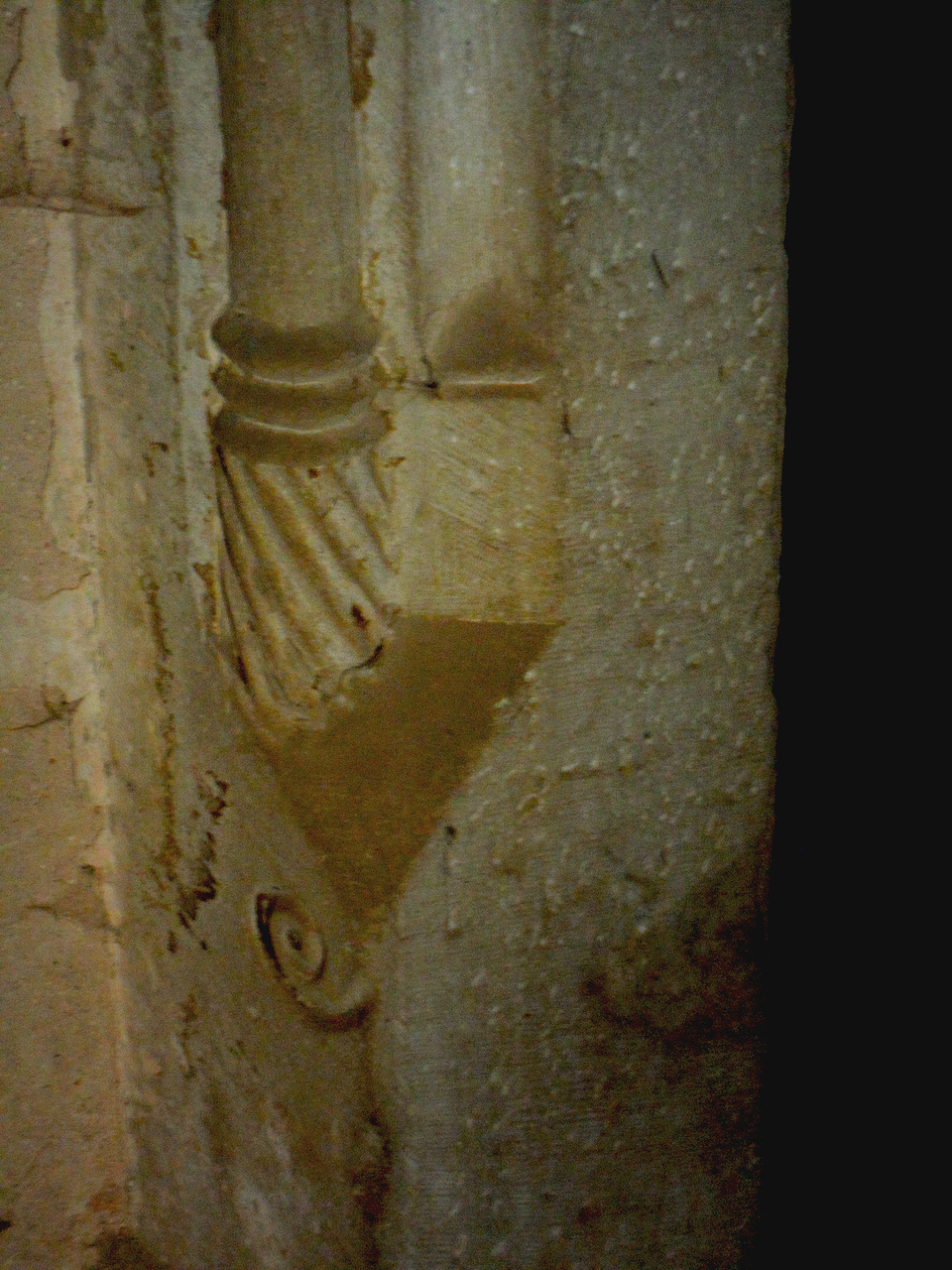
Volute und gewundenes Säulchen an einer Türlaibung im Schloss Weitersroda

## Geschichte

### Baugeschichte und bauliche Details
Die ältesten Teile des Schlosses stammen aus dem 15. Jahrhundert. Diesem ersten Bauabschnitt ist der westliche dreigeschossige Teil des langgestreckten Baukörpers zuzuordnen. Die dem Dorf zugewandte Nordwestfassade ist durch einen Treppenturm und eine Tordurchfahrt geprägt und wird im Südwesten durch einen Stufengiebel und einen Standerker abgeschlossen. Der Erker umfasst im ersten Obergeschoss ein Kreuzrippengewölbe und im zweiten Obergeschoss ein Sterngewölbe. Die Wendeltreppe im Treppenturm ist in historischer Spindelbauweise erbaut und besteht aus massiven Sandsteinstufen. Im Turm sind vorwiegend drei Fensterformen zu finden: kleine, einfache unverglaste Rundfenster, die durch zur Hälfte durchgetrennte steinerne Kanonenkugeln verschließbar sind, viereckige Fenster, die um der Treppensteigung zu folgen, rautenförmig abgeschrägt sind, und ganz oben im Turm, direkt unterhalb des Dachstuhls, befinden sich drei verglaste Rundfenster. Die Fensteröffnungen bilden, bedingt durch die Wandstärke des Turms, jeweils tiefe Fensternischen. Die Laibungen der Türen, die vom Turm in die jeweiligen Stockwerke führen und auch andere Tür- und Fensterlaibungen im Renaissancebau sind gestuft und gekehlt und durch Voluten sowie zum Teil im unteren Teil mit gewunden gerieften Säulchen verziert.  Ein zweiter Rundturm im Westen stürzte Mitte des 20. Jahrhunderts ein und wurde nicht wieder aufgebaut. Dieser Teil ist zum größten Teil aus Natursteinmauerwerk errichtet, was der Anlage einen burgähnlichen Charakter verleiht. Im Inneren verläuft im ersten Stockwerk des Renaissanceteils hofseitig ein Wandelgang entlang der Fensterfront, die in Nischen mit je einem Fensterpaar unterteilt ist. Dieser ist zu den einzelnen Zimmern hin durch eine Fachwerkwand abgetrennt. Das Fachwerk dieser Wand ist durch eine ungewöhnliche Schnitzerei gekennzeichnet. Vom Schlosshof her ist dieser Gebäudeteil durch ein Diamantquaderportal aus dem 17. Jahrhundert zugänglich, das in eine Halle mit Kreuzgewölbe und einer zentralen Diamantquadersäule führt.
Im Nordosten wird der Renaissanceteil durch einen neueren zweigeschossigen Gebäudeteil mit massiv gemauertem Erdgeschoss und Fachwerkobergeschoss fortgesetzt. Ein Sandsteinportal weist die Jahreszahl 1890 auf. Östlich schließen sich hier auf der Hofseite einige Grundmauern und ein Kellerzugang der ehemaligen Schlossbrauerei an. Weitere spätere Anbauten sind mittlerweile ebenfalls wieder entfernt worden. Den westlichen Abschluss des Schlosshofes bildet ein neuzeitliches Stallgebäude.
Bauakten des Herzogtums Sachsen-Hildburghausen im Staatsarchiv Meiningen belegen, dass Schloss Weitersroda Ende des 17. Jahrhunderts in ein großangelegtes Bauprojekt anlässlich der Erhebung des Hauses Sachsen-Hildburghausen in den Herzogsstand integriert wurde. Zu diesem, unter dem Namen „Henriettenthal“ überlieferten Projekt gehörten neben dem heutigen Schloss die heute als Dorfkirche genutzte „Bethalle“ und ein Jagdschloss, welches sich direkt gegenüber, auf der anderen Straßenseite der heutigen Schloss-Straße befand. Von diesem blieb beim Abriss 1890 nur der östliche Barockpavillon erhalten, der von Holzbildhauer Andre „Max“ Müller restauriert wurde und heute von ihm bewohnt wird. Weiter nördlich schließt sich der damalige „Lustgarten“ an, dessen Ausdehnung sich noch an einigen Mauerresten ablesen lässt. Dieses Areal wird seit 2010 als Bauland für Eigenheime genutzt.

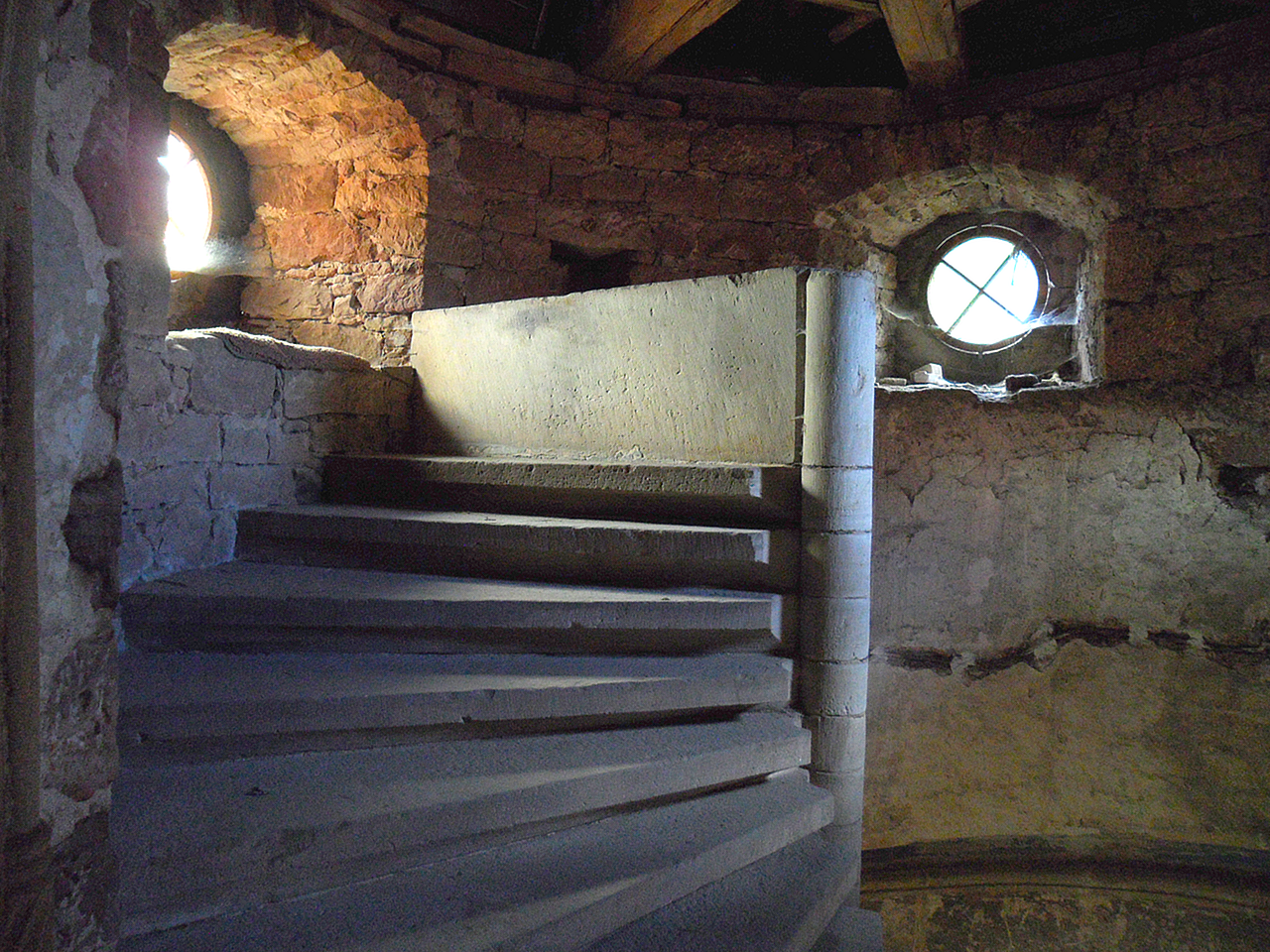
Oberer Abschluss der Wendeltreppe im Treppenturm von Schloss Weitersroda

### Nutzungsgeschichte
Der gegenwärtige Eigentümer des Schlosses beschreibt die Nutzungsgeschichte auf seiner Webseite wie folgt:

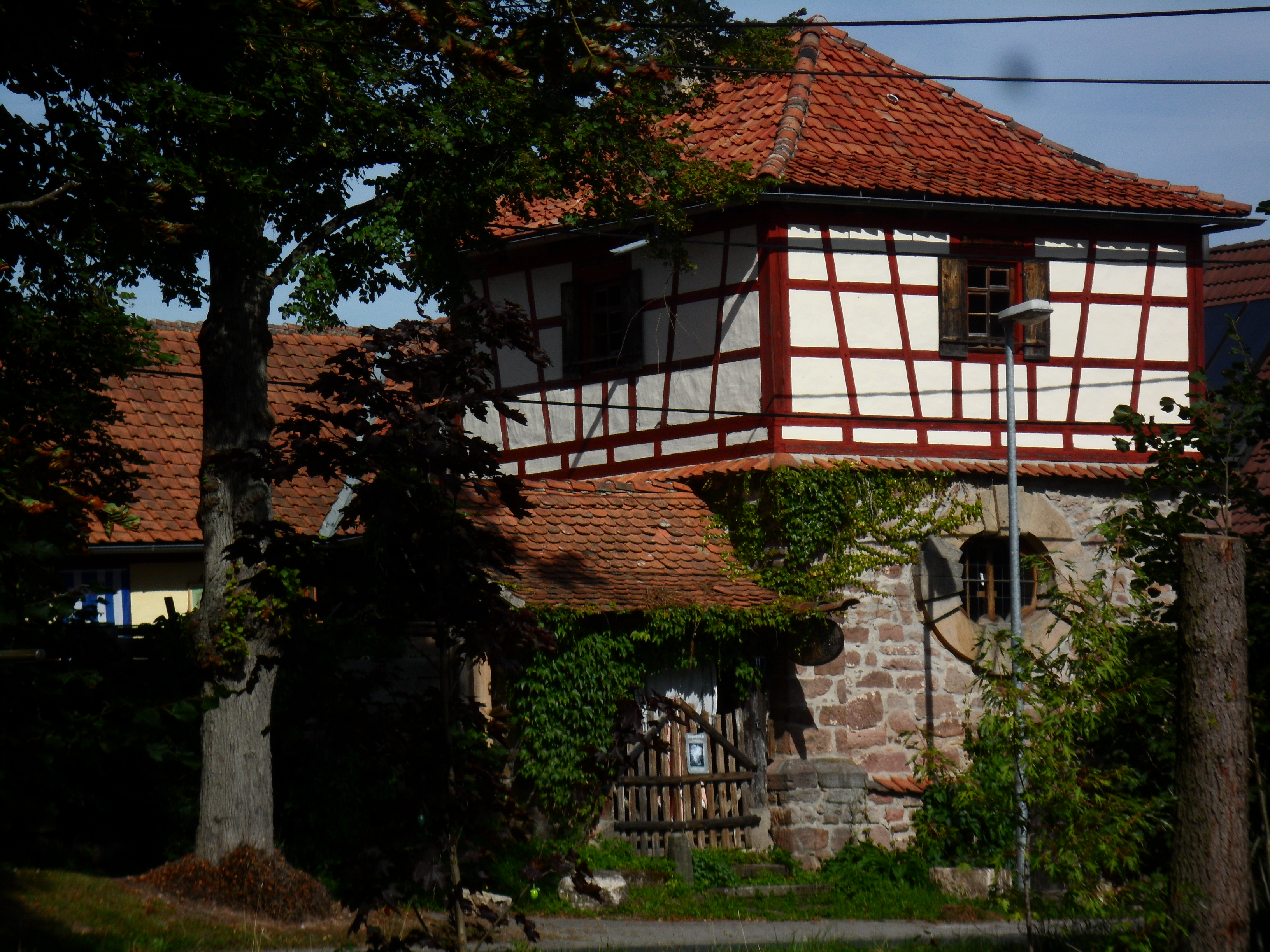
Barockpavillon des ehemaligen Jagdschlosses Henriettenthal

„Die Ahnengalerie der Schlossherren zu Weitersroda weist von dem Erbauer der ursprünglichen Anlage, Eucharius von Hessberg, über den kunstsinnigen Porzellanmanufakteur Prinz Eugen bis hin zum Brauereiunternehmer Carl Vetter eine stolze Reihe genialer Freaks und ideenreicher Unternehmer auf – bevor zu DDR-Zeiten die VEB Gebäudewirtschaft und die LPG „Befreites Land“ das Schloss nutzten.“

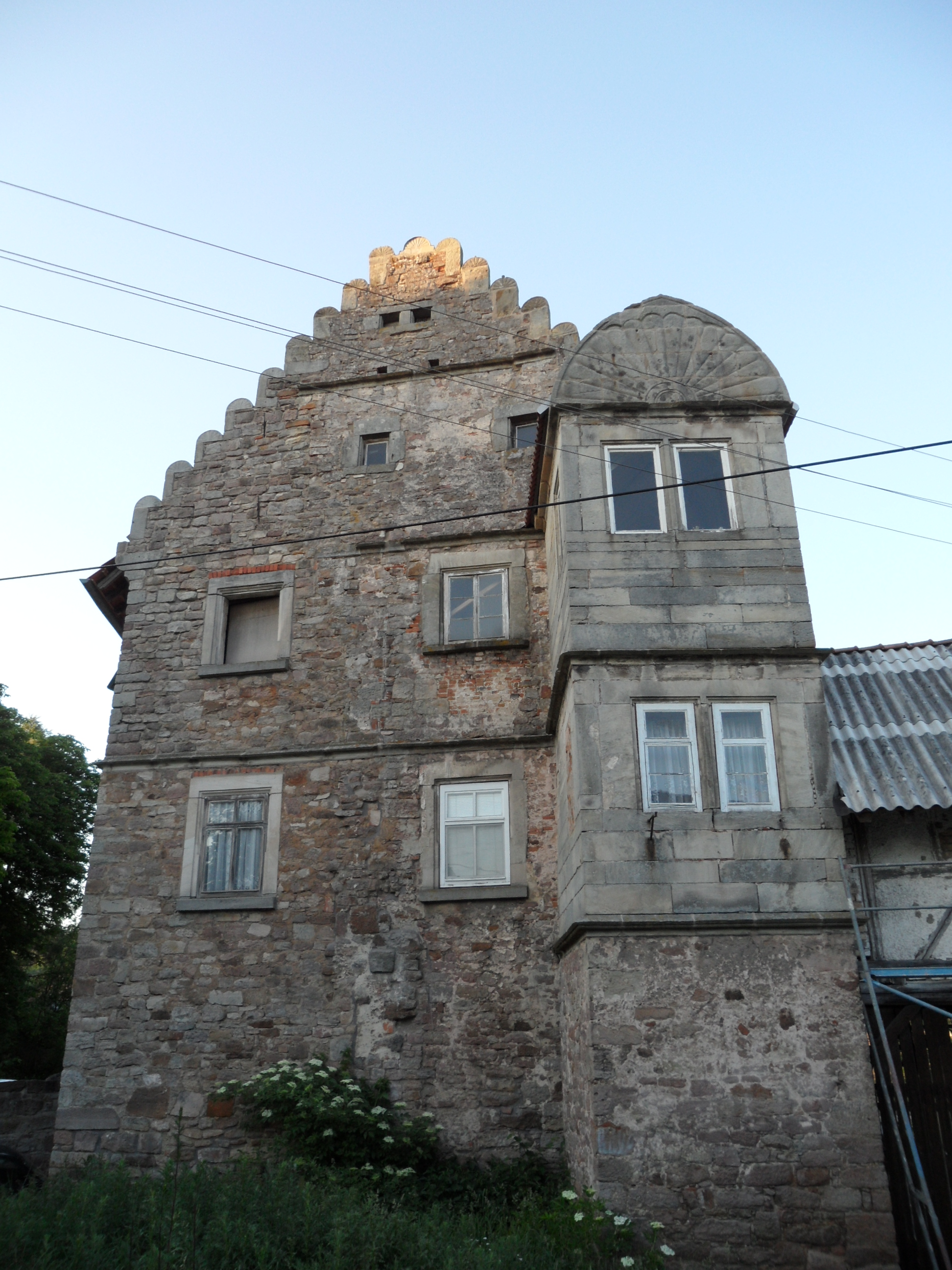
Stufengiebel mit Erker / Schloss Weitersroda

## Wohnprojekt und kulturelle Belebung des Schlossbezirks

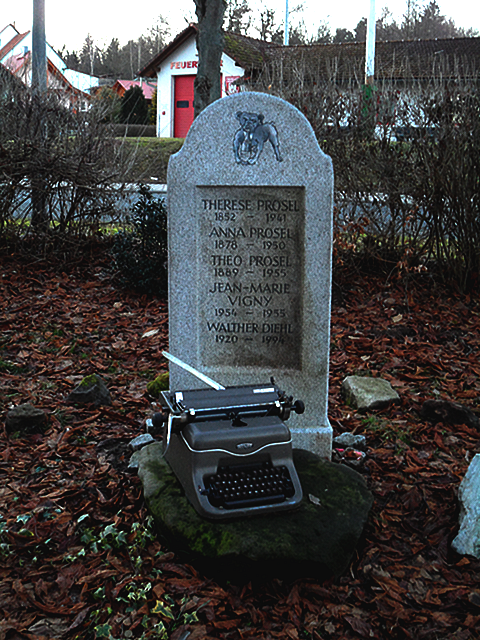
Ehemaliger Grabstein der Familie Theo Prosel, Standort Schloss Weitersroda

Seit 2008 ist Florian Kirner Besitzer des Schlosses. Es wird u. a. für ein künstlerisches Wohnprojekt genutzt.
Die Bewohner haben neben dem Erhalt und der Instandsetzung der Bausubstanz des Schlosses das Ziel, mit Kulturschaffenden der Region und weiter entfernt lebenden Künstlern im Schloss und dessen unmittelbarer Umgebung Voraussetzungen für kulturelle Vielfalt zu schaffen.
Für die Sicherung des Schlossgiebels erhielt Florian Kirner kommunale Zuschüsse und Geld von der Denkmalpflege. 2009 gab Konstantin Wecker ein Benefizkonzert zugunsten des Schlossprojektes.
Im Oktober 2008 erwarb Kirner mit Thomas Stöckerl, einem der Schlossbewohner, der thai-amerikanischen Künstlerin Ruth Pongstaphone und dem Videokünstler Patrick Palucki ein aus dem Jahr 1690 stammendes Brauerei- und Gaststättengebäude, das dem Schloss gegenüber liegt. Es wird für Kunstausstellungen genutzt und bietet einen Veranstaltungssaal für etwa 300 Gäste. Durch frühere Veranstaltungen wurde für dieses Gebäude der Name „Kunstbrauerei“ werblich etabliert.
Der Schlosseigentümer, selbst Kabarettist und Liedermacher, führte verschiedene regelmäßige Veranstaltungen ein, beispielsweise das „Paradiesvogelfest“ auf Schloss Weitersroda, ein Liedermacher-Festival, welches neben Liedermacherei auch Kunsthandwerk, zirzensische und literarische Angebote bereithält. Das Festival beginnt jeweils am letzten Donnerstag im Mai.
Ein weiteres Festival, das „Fest der Kulturen“, welches Ende August 2012 erstmals stattgefunden hat, soll ebenfalls zu einer jährlichen Veranstaltung des Schlosses werden. Das erstmals 2012 ausgerichtete Fest der Kulturen mit Bühnenprogramm, einem großen Angebot für Kinder, Kochworkshop und einem internationalen Basar wurde ermöglicht durch eine großzügige Zuwendung aus dem Landesprogramm für Demokratie, Vielfalt und Toleranz. Es fand speziell bei Familien mit Kindern Anklang und half, Berührungsängste im Dorf wirksam abzubauen. Initiator dieses Festivals ist Mohamed Zine Liyame, ein Schlossbewohner, der in Eisfeld einen Laden für orientalisches Kunsthandwerk betreibt.

## Kulturkneipe „Simplicissimus“ und Gedenkstein

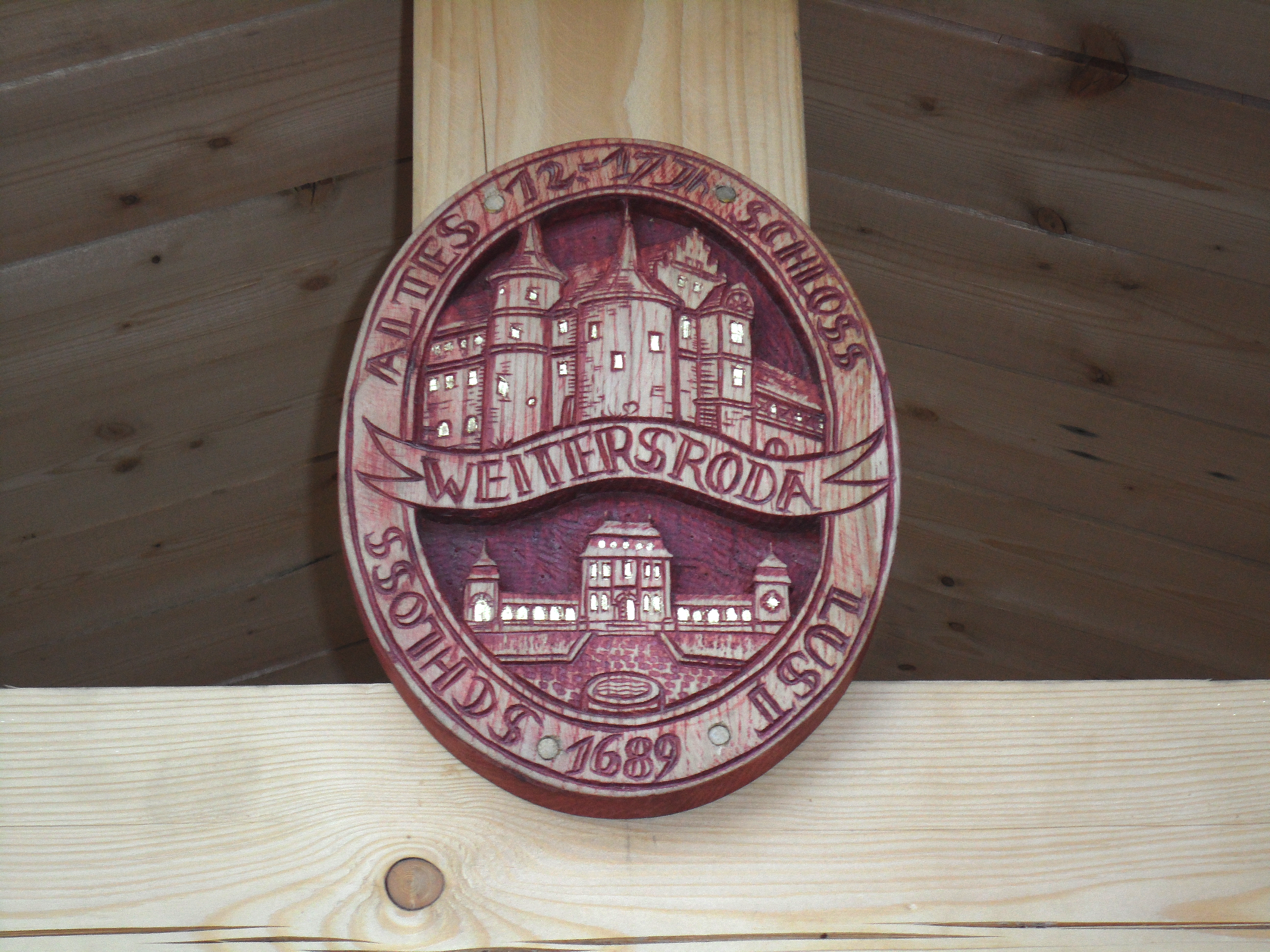
Medaillon mit der Darstellung des alten Schlosses und des Jagdschlosses Henriettenthal zu Weitersroda an einem von André „Max“ Müller erbauten Buswartehäuschen

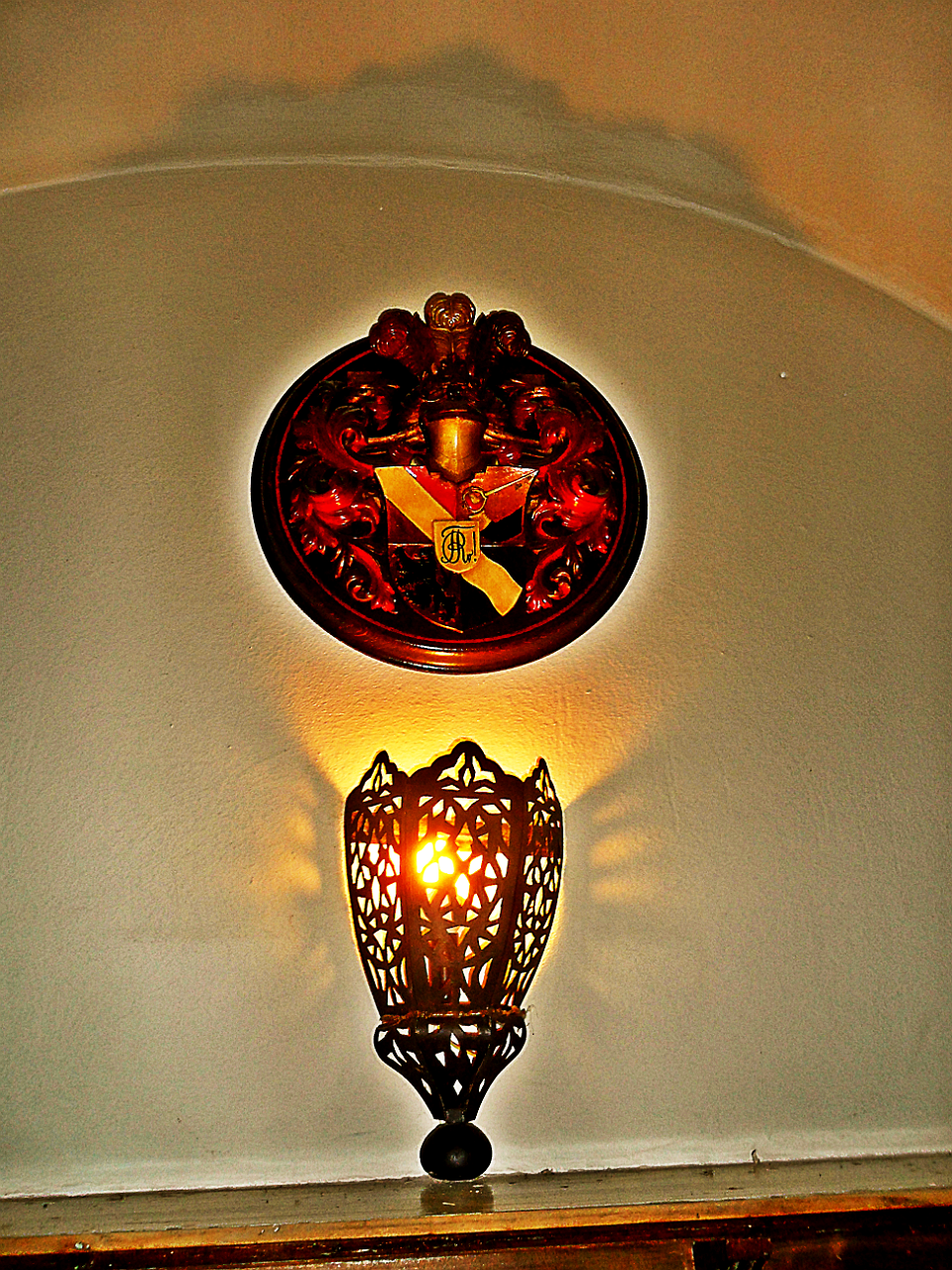
Detail im Simplicissimus in Schloss Weitersroda

Schloss Weitersroda beherbergt die Kulturkneipe „Simplicissimus“. Die Kulturkneipe besteht aus dem Schankraum und einem Veranstaltungssaal. Sie wird für Lesungen, Vorträge, Filmabende und kleinere musikalische Darbietungen genutzt und ist auch innerhalb der größeren Veranstaltungen ein wichtiger Treffpunkt.
Die Räume der Kneipe sind geprägt durch schlichtes, helles Kreuzgewölbe, das durch Stichkappengewölbe ergänzt ist, und sich über einer durchgängigen dunklen hölzernen Wandvertäfelung erhebt. Die beiden nördlichen Bogenfenster des Schankraumes werden durch ein Wappen derer von Hessberg und das Weitersrodaer Ortswappen geprägt. Als Wandschmuck fallen besonders historische Künstlerfotos auf, und im Zwischengang sind historische Bilder des Schlosses und seiner früheren Besitzer sowie Informationen zur Schloss-Geschichte zu finden. Für ein besonderes Ambiente sorgen u. a. marokkanische Lampen und Kissen.
Auf dem Schlossgelände steht ein historischer Grabstein. Der Grabstein stand vorher im Münchner Nordfriedhof, wo Theo Prosel, dessen Mutter Therese, seine Schwester Anna und sein Enkel Jean-Marie begraben waren.
Schwiegersohn Walther Diehl jedoch ist auf einem anderen Münchner Friedhof begraben. Sein Name und der „Simpl-Hund“ wurden erst vor dem Transport des Steines nach Weitersroda hinzugefügt. Alle auf dem Grabstein verzeichneten Personen sind Vorfahren oder Verwandte von Prinz Chaos II.
Dieser Gedenkstein steht in engem Zusammenhang zum Namen der Kulturkneipe des Schlosses, der sich auf die Künstlerkneipe „Simplicissimus“, den Simpl (München), bezieht. Der „Simpl-Hund“ auf dem Gedenkstein ist das Logo des Münchner Simpl gewesen. Die Darstellung geht auf den Simplicissimus-Gründer und Zeichner Thomas Theodor Heine zurück. Die vor dem Gedenkstein montierte Schreibmaschine soll auf die literarischen Verdienste der Familie verweisen.